# Товмасян, Артур Бабкенович
Артур Бабкенович Товмасян (арм. Արթուր Բաբկենի Թովմասյան; род. 2 декабря 1962, Степанакерт) — государственный и политический деятель непризнанной Нагорно-Карабахской Республики (НКР), физик. Депутат Национального собрания НКР (НС НКР) II, IV, V, VI и VII созывов (1995—2000, 2005—2023), председатель НС НКР (1996—1997, 2020—2023), заместитель председателя НС НКР (2010—2015). Кандидат физико-математических наук, доцент Арцахского государственного университета.

## Биография
Родился 2 декабря 1962 года в городе Степанакерте, Нагорно-Карабахская АО, Азербайджанская ССР, СССР. В 1980 или 1981 году окончил среднюю школу в селе Гюнейчартар Мартунинского района.
В 1981—1986 годах обучался на физико-математическом факультете Степанакерского педагогического института. Работал в средней школе Гюнейчартара в качестве учителя физики.
В 1988—1992 годах проходил аспирантуру в Институте механики Национальной научной академии Армении. Защитил диссертацию «Анизотропные однослойные и слоистые полосы и пластинки при полном и неполном контактах между слоями» и получил учёную степень кандидата физико-математических наук.
В 1992 году вернулся в Степанакерт (Ханкенди) и был зачислен в резервную воинскую часть, сформированную на случай, если бы в ходе первой карабахской войны азербайджанские войска дошли до города.
С 1992 или 1993 года по 1995 год, а также с 1998 года преподавал в Нагорно-Карабахском (позднее Арцахском) государственном университете (АрГУ) в Степанакерте. Являлся старшим преподавателем, заместителем декана архитектурного факультета, а в 2003—2009 годах — его деканом. В 2000 году получил учёное звание доцента.
В 1995 году был избран депутатом Национального собрания НКР (НС НКР) II созыва по мажоритарному округу № 24. Являлся заместителем председателя постоянной комиссии НС НКР по социальным вопросам и председателем постоянной комиссии НС НКР по финансово-кредитным, бюджетным и экономическим вопросам. В 1996—1997 годах являлся председателем НС НКР.
С марта 1998 года работал в городе Шуши (Шуша) в местном университете председателем департамента, заместителем директора по учебной части и ректором. С 1999 года являлся почётным доктором и профессором армянского филиала Российской академии естественных наук (РАЕН).
В 2005 году стал одним из основателем партии «Свободная Родина» (Азат Айреник), директором офиса и членом президиума партии. В 2005—2006 года являлся её сопредседателем, в 2007—2009 годах — председателем.
В 2005 году был избран депутатом НС НКР IV созыва. Являлся членом постоянной комиссии НС НКР по внешним связям и руководителем фракции «Родина».
В 2010 году был избран депутатом НС НКР V созыва по мажоритарному округу № 12. В 2010—2015 годах являлся заместителем председателя НС НКР.
В 2015 году был избран депутатом НС НКР VI созыва по мажоритарному округу № 9. Являлся заместителем председателя постоянной комиссии НС НКР по государственно-правовым вопросам, членом постоянной комиссии НС НКР по вопросам производства и производственных инфраструктур и руководителем парламентской фракции «Родина». В 2018 году возглавлял наблюдателей из НКР на парламентских выборах в Армении.
В 2020 году был избран депутатом НС НКР VII созыва по пропорциональному списку блока партий «Свободная Родина-ОГА». 21 мая 2020 года был избран председателем НС НКР с 29 голосами «за» и 4 голосами «против» из 33 проголосовавших депутатов. Занимал эту должность на протяжении первых 7 месяцев блокады Нагорного Карабаха, выступал против переговором с Азербайджаном до прекращения боевых действий на линии соприкосновения. Также являлся членом постоянной комиссии НС НКР по внешним сношениям. Ушёл в отставку 29 июля 2023 года, по словам главы «Свободной Родины» Артура Арутюняна — в связи с проблемами со здоровьем.
Являлся президентом федерации НКР по легкой атлетике.
Состоит в браке, имеет двух детей.

## Награды
- Медаль Мхитара Гоша (2011)[1]
- Медаль Российской академии естественных наук (2014)[1]
- Медаль «МПА СНГ. 25 лет» (27 марта 2017 года, Межпарламентская ассамблея СНГ) — за заслуги в деле развития и укрепления парламентаризма, за вклад в развитие и совершенствование правовых основ функционирования Содружества Независимых Государств, укрепление международных связей и межпарламентского сотрудничества[13]
- Золотая медаль АрГУ (2018)[1]
- Орден «Месроп Маштоц» (2018)[1]